# برادر باجرانگی
«برادر باجرانگی» (انگلیسی: Bajrangi Bhaijaan) یا شاهدا (انگلیسی: Shahida) فیلمی هندی در سبک درام به کارگردانی کبیر خان، که در سال ۲۰۱۵ منتشر شد. از بازیگران آن می‌توان به سلمان خان، کارینا کاپور خان، میر سرور، هارشالی مالهوترا، مهر ویج، شارات ساکسنا، عدنان سامی و اوم پوری اشاره کرد.

## داستان
در منطقه کشمیر آزاد به پدر و مادر دختر بچه‌ای پاکستانی به نام شاهدا که قادر به سخن گفتن نیست از طرف شخصی توصیه می‌شود که به هندوستان بروند تا در یک مکان مذهبی طلب شفا کنند. پدر شاهدا به علت مشکلی که مربوط به گذرنامه‌اش است، از همراهی با خانواده در این سفر بازمی‌ماند و شاهدا به همراه مادرش عازم سفر می‌شود. در راه بازگشت به پاکستان و زمانی که مادرش در قطار خوابش می‌برد شاهدا از قطار پیاده می‌شود و در نتیجه گم می‌شود او سوار قطار دیگری می‌شود و در ایستگاه آخر قطار پیاده شده و با جشن بزرگی روبرو می‌شود او پاوان (سلمان خان) که رهبر رقص این جشن است را می‌بیند و بعد از اتمام جشن شاهدا به پاوان خیره شده و دنبال او می‌رود و چون قادر به سخن گفتن نیست، پاوان متوجه هویت او نمی‌شود و پس از کش‌وقوس فراوان قبول می‌کند که شاهدا را همراه خود ببرد و چون اسم او را نمی‌داند، دختر بچه را «مونی» صدا می‌کند.
پس از مدتی پاوان می‌فهمد که بچه مسلمان و پاکستانی است. پاوان ابتدا به سفارت پاکستان مراجعه می‌کند اما در همان روز سفارت به علت تظاهرات مورد حمله قرار می‌گیرد و تخریب می‌شود. بعد از بسته شدن سفارت پاکستان در هند پاوان مجبور می‌شود تا به یک قاچاقچی اعتماد کند تا شاهدا را به خانواده‌اش برساند اما پس از تعقیب قاچاقچی متوجه می‌شود او می‌خواهد دختر بچه را بفروشد پس شاهدا را نجات می‌دهد و تصمیم می‌گیرد تا خودش شاهدا را به پاکستان ببرد. چون سفارت تعطیل است او باید غیرقانونی به این سفر برود، پاوان همراه با شاهدا به پاکستان می‌رود ولی در آن جا پلیس به او مظنون می‌شود که جاسوس هند است که به صورت غیرقانونی وارد پاکستان شده است. او فرار می‌کند و با خبرنگاری به نام چاند نواب (نوازالدین صدیقی) آشنا می‌شود پاوان به کمک نواب موفق می‌شود خود را پنهان کند و همچنین می‌فهمند بچه متعلق به منطقه کشمیر است و به آن جا می‌روند.
درنهایت در روز جشن عید غدیر، در یکی از مکان‌های مذهبی پاکستان، مونی مادرش را پیدا می‌کند اما پاوان دستگیر می‌شود. مردم که ماجرا را می‌فهمند به پلیس و دولت فشار می‌آورند تا پاوان را آزاد کند. در پایان هنگام عبور پاوان از مرز شاهدا نام او را صدا می‌کند و توانایی حرف زدن را به دست می‌آورد.

## بازتاب در ایران
این فیلم که با نام «شاهدا» چندین مرتبه و هر ساله از شبکه نمایش در روز عید غدیر پخش شده، بسیار مورد پسند مردم ایران قرار گرفت و چون نام فیلم از دو بخش باجرنگی (نام یکی از خدایان بودایی‌ها) و باهیجان (در زبان هندی یعنی برادر جان) تشکیل شده است، در ایران به‌نام شاهدا تغییر یافت.